# Theo Rasing
Theodorus (Theo) Henricus Maria Rasing (Didam, 26 mei 1953) is een Nederlands natuurkundige die als hoogleraar experimentele natuurkunde verbonden is aan de Radboud Universiteit Nijmegen. Hij doet onderzoek op het gebied van magneto-optica en in 2008 ontving hij de Spinozapremie.

## Loopbaan
Rasing behaalde in 1976 zijn doctoraalexamen natuurkunde cum laude aan de Radboud Universiteit te Nijmegen. In 1982 promoveerde hij aan deze universiteit op het proefschrift Experimental investigation of 4-dimensional superspace crystals. Na zijn promotie vertrok Rasing naar de Universiteit van Californië - Berkeley voor een tweede postdoctorale periode bij het Lawrence Berkeley Laboratory. Hier was hij werkzaam als wetenschappelijk stafdocent en was tevens de programmaleider voor het onderzoek naar "Instrumentation for Surface Science". Hij werkte hier aan de  ontwikkeling van niet-lineaire-optische methodes om moleculaire monolagen te onderzoeken. In 1988 ging hij werken als universitair hoofddocent aan de Radboud Universiteit Nijmegen waar hij in 1997 werd benoemd tot gewoon hoogleraar. Rasing is momenteel ook directeur en oprichter van het Nijmegen Centre for Advanced Spectroscopy.

## Onderzoek en publicaties
Rasing onderzoekt hoe er met licht materialen op nanoschaal gemanipuleerd kunnen worden. Ook deed hij onderzoek naar de manipulatie van magnetisme door middel van licht. Hij ontwikkelde een techniek om magnetische deeltjes met behulp van een laser van pool te doen veranderen. Deze techniek kan in de toekomst mogelijk gebruikt worden om de schrijfsnelheid van harde schijven vergroten. Ook heeft het onderzoek van Rasing ertoe geleid dat het mogelijk is om met behulp van lasers de bewegingen van moleculen over een oppervlak zichtbaar te maken. Als wetenschapper heeft Rasing meer dan 300 wetenschappelijke artikelen op zijn naam staan en heeft hij gepubliceerd in wetenschappelijke tijdschriften als Science, Nature, en Physical Review Letters. Daarnaast is een aantal van de door hem ontwikkelde technologieën gepatenteerd.

## Erkenning
Het werk van Rasing is erkend met meerdere prijzen en subsidies zowel binnen als buiten Nederland. Zo ontving hij in 2007 de Physica Prijs en het jaar erop won hij zowel de Spinozapremie als de Huibregtsenprijs voor Wetenschap en Samenleving. Die laatste ontving hij voor zijn onderzoek op het gebied van spintronica. In 2010 werd Rasing benoemd tot Ridder in de Orde van de Nederlandse Leeuw en in 2013 ontving hij een ERC Advanced Grant.
Rasing is sinds 2010 lid van de Koninklijke Nederlandse Akademie van Wetenschappen bij sectie Natuur- en Sterrenkunde, onderdeel van de afdeling natuurkunde. Daarnaast is hij lid van de Academia Europaea.